# Эбботт, Эленор
Эленор Плейстед Эбботт (англ. Elenore Plaisted Abbott; 1875—1935) — американский книжный иллюстратор, театральный декоратор и художница. Создала иллюстрации к изданиям начала XX века «Сказки братьев Гримм», «Робинзон Крузо» и «Похищенный». Было издано несколько книг, иллюстрированных Эленор Плейстед Эбботт и Хелен Олден Книп (позже Карпентер).
Эббот получила образование в трех художественных школах в Филадельфии и Париже, испытала влияние Говарда Пайла. Она была среди группы новых женщин, которые искали образовательные и профессиональные возможности для женщин, в том числе создавали профессиональные художественные ассоциации, такие как The Plastic Club, для продвижения своей работы. Она была замужем за коллегой-художником и юристом К. Ярнолом Эбботтом.

## Биография
Эленора Плейстед родилась в Линкольне, штат Мэн. Она изучала искусство в Филадельфийской школе дизайна для женщин, Пенсильванской академии изящных искусств и в Академии изящных искусств, в Париже, где были выставлены её работы. Эбботт вернулась в Филадельфию в 1899 году. На неё значительно повлиял Ховард Пайл, её наставник в Институте Дрекселя. Позже она сказала, что создала свои лучшие произведения под его влиянием.

### Карьера
Эбботт, известная своими книжными иллюстрациями, также была художником- пейзажистом, портретистом и художником- оформителем в том числе работала для постановки «Императора Джонса» в театре Хеджроу Она подготовила иллюстрации для журналов Harper’s Magazine, Saturday Evening Post и Scribner’s.. Эбботт создала иллюстрации для таких книг, как «Остров сокровищ» и «Похищенный» Роберта Льюиса Стивенсона, «Швейцарская семья Робинсон» Иоганна Дэвида Висса, «Старомодная девушка» Луизы Мэй Олкотт и «Сказки братьев Гримма».
Эбботт была членом Филадельфийского Water Color Club и Филадельфийского The Plastic Club, организации, созданной женщинами-художниками для продвижения «искусства ради искусства». В её состав входили Джесси Уилкокс Смит, Вайолет Окли и Элизабет Шиппен Грин. Эти женщины были позднее названы Новыми Женщинами. По мере того как в XIX веке возможности для получения образования стали более доступными, женщины-художницы стали участниками профессиональных предприятий, в том числе основали свои собственные художественные сообщества. Художественные работы, созданные женщинами, ценились ниже, чем мужские, и чтобы помочь преодолеть этот стереотип, женщины стали «все более громкими и уверенными» в продвижении женских работ и, таким образом, стали частью формирующегося образа образованной, современной и более свободной «Новой женщины». В конце XIX и начале XX веков около 88 % подписчиков 11 000 журналов и периодических изданий составляли женщины. Когда женщины вошли в сообщество художников, издатели наняли женщин для создания иллюстраций, изображающих мир с точки зрения женщины. Другими успешными иллюстраторами были Дженни Огаста Браунскомб и Роуз О’Нил.

### Личная жизнь
Эленор вышла замуж за юриста и художника К. Ярналла Эбботта в 1898 году и после 1911 года пара жила в долине Роуз, штат Пенсильвания Её муж спроектировал семейный дом со студией для себя и Эленор. Их дочь Марджори, названная в честь тети Эленоры по материнской линии, родилась в 1907 году. Когда её тетя умерла, Эбботты забрали её дочерей Соню и Эленор.

## Работы

### Иллюстрации
- Louisa May Alcott, Illustrations by Elenore Plaisted Abbott. An Old-Fashioned Girl. — Boston : Little, Brown and Company, 1926.
- Hans Christian Andersen, Illustrations by Eleanore Abbott. Flower Maiden and Other Stories. — Edward Shenton, 1922.
- Anna Maynard Barbour, Illustrations by Eleanore Abbott. That Mainwaring Affair. — Philadelphia, London : J.B. Lippincott Company, 1901.
- Jay Cady, Illustrations by Eleanore Abbott. The Stake: A Story of the New England Coast. — Philadelphia : G.W. Jacobs & Company, 1912.
- Dwight Burroughs, Illustrations by Helen Alden Knipe and Elenore Plaisted Abbott. Jack, the Giant Killer, Jr. — George W. Jacobs, 1907.
- Edward Childs Carpenter, Illustrations by Eleanore Abbott. Captain Courtesy: A Tale of Southern California. — Philadelphia : G.W. Jacobs, 1906.

### Акварельные картины
К 1916 году, когда они выставлялись на выставке акварели в Филадельфии, она написала следующие акварельные картины:
- Эндимион и Нереиды
- Сказка
- Kerfol
- Ламия
- Мадригал
- Мать
- Oh, to Line in the Grass with Pan!
- Вода

## Коллекции
- Музей Брендиуайн-Ривер, Чаддс Форд, Пенсильвания [a]
  - Я был в отчаянии, когда птица вернулась, ок. 1914, акварель на доске для иллюстраций к швейцарской семье Робинзонов
  - Луиза Портер (портрет), ок. 1932, холст, масло[13]
  - В настоящее время я обнаружил, что держусь за лонжерон, ок. 1913, акварель на доске для иллюстраций к « Похищению»[14]
  - Мы удалились в наш воздушный замок, ок. 1914, акварель на доске для иллюстраций к швейцарской семье Робинзонов[15]
- Художественный музей Делавэра, Уилмингтон, Делавэр
  - «Меня разбудил свет ручного фонаря, сиявшего мне в лицо», 1915, бумага, гуашь для « Похищенного»[16]
  - Снова и снова я спотыкался, 1911, бумага, гуашь, для острова Сокровищ[17]
  - Одного взгляда хватило, 1911, бумага, акварель для « Острова сокровищ»[18]
  - Возьми меня прямо, или я сломаю тебе руку, 1911, бумага, акварель для « Острова сокровищ»[19]
- Пенсильванская академия изящных искусств, Филадельфия
  - Танец, 1896—1897, фреска[20]

## Галерея

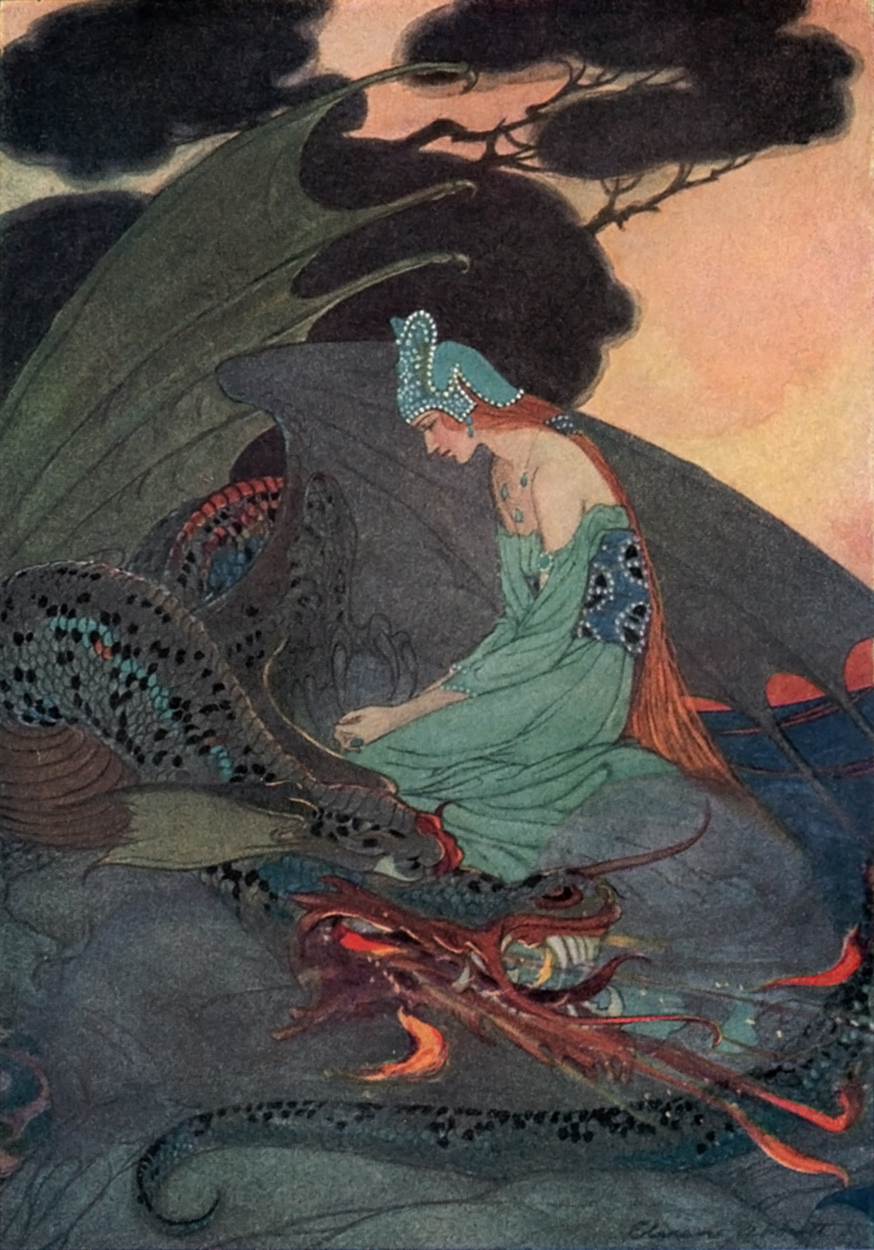
Два брата
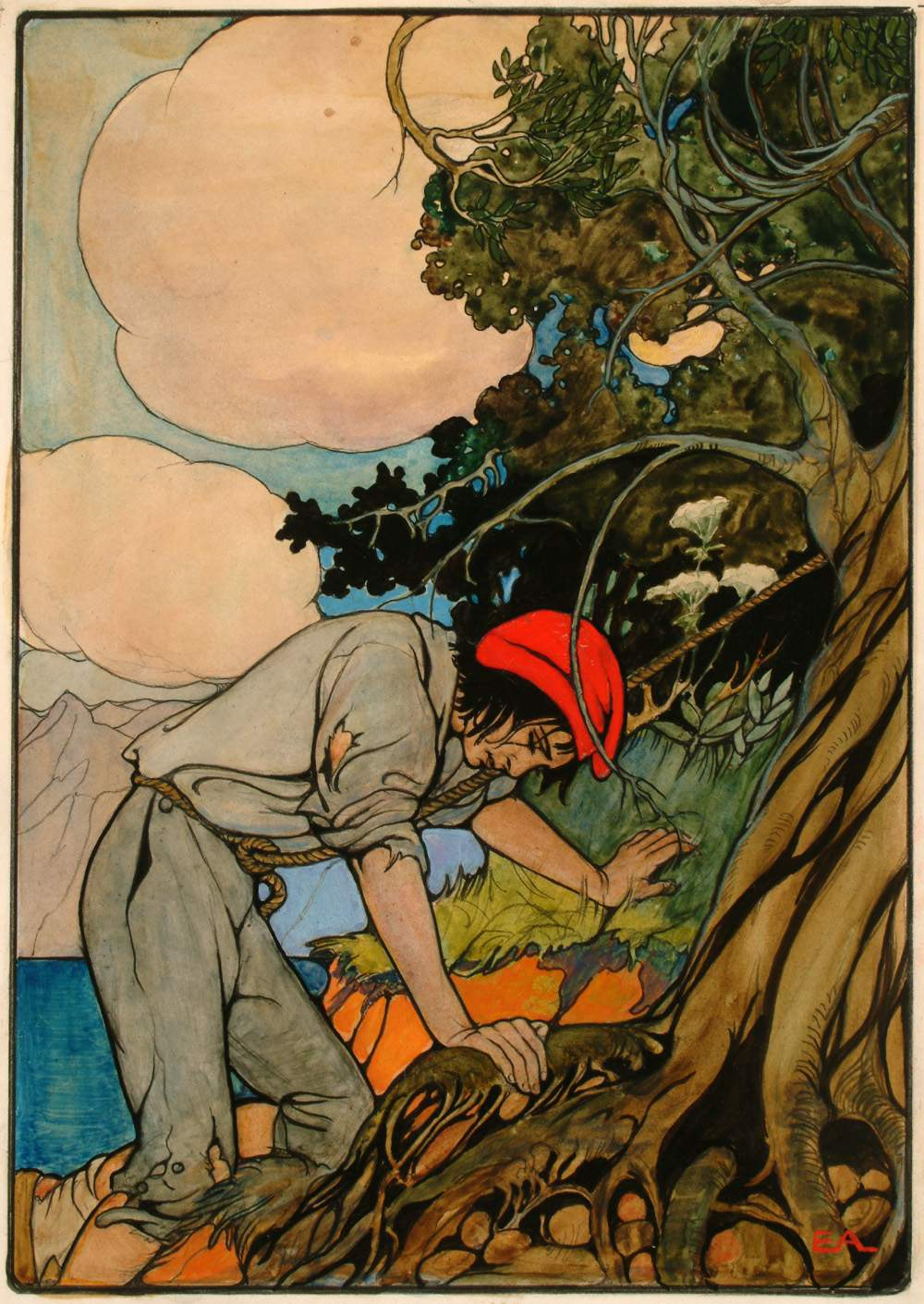
«Время от времени я спотыкался» для « Острова сокровищ » Роберта Льюиса Стивенсона , 1911 год. Художественный музей штата Делавэр.
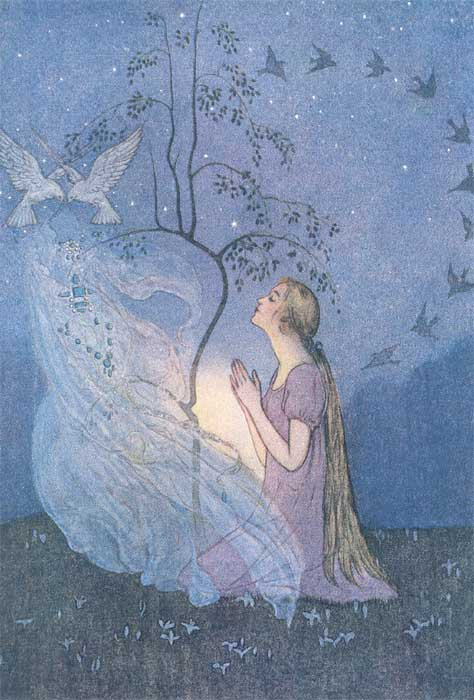
«Пошурши и встряхнись, дорогое дерево. И серебро и золото бросьте мне», для Золушки, 1920 г.
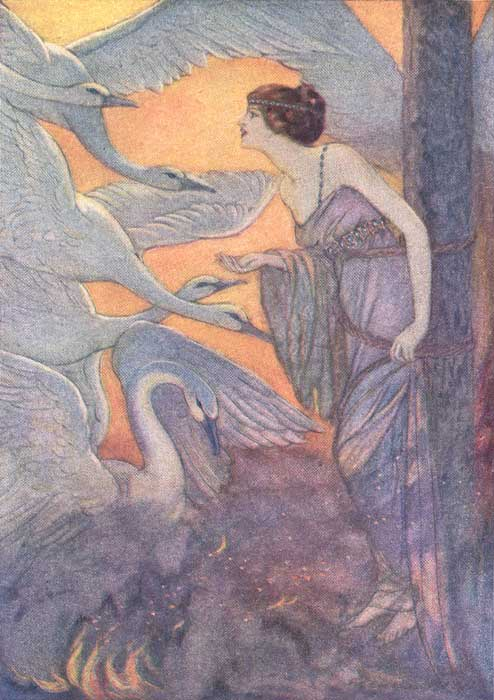
«Она огляделась и увидела, как по воздуху летят лебеди», Шесть лебедей из сказок братьев Гримм, 1920
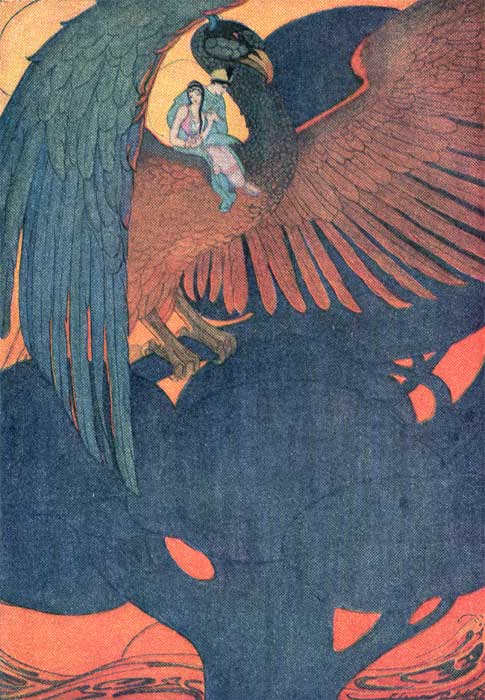
«Грифон перенес их через Красное море», Парящий жаворонок к сказкам братьев Гримм, 1920

## Заметки
1. ↑  The Smithsonian also has in its inventory for Brandywine River Museum a painting entitled Peggy Abbott Harvey and Daughter Bret (portrait), 1930, oil on canvas[12] with the source being Catalog of American Portraits, National Portrait Gallery, Index. of Paintings, 1982 and "Brandywine River Museum: Catalogue of the Collection, 1969-1989" Chadds Ford, PA: Brandywine Conservancy, 1991, pg. 153. However, Bret[t] was not born until 1936 and Abbott died in 1935. It is believed by the museum's curator, Virginia O'Hare, that this is a painting of another mother and daughter made circa 1930.[12]